# Klüngelbeutel
Der Klüngelbeutel ist ein Kirchenkabarett-Ensemble, das in seinen Programmen aktuelle Themen aus den Bereichen Kirche, Religion und Glauben satirisch und komödiantisch bearbeitet. Der Klüngelbeutel ist im evangelischen Kirchenmilieu beheimatet und tritt überwiegend dort auf. Neben spezifischen Themen der evangelischen Kirche werden auch konfessions- und religionsübergreifende Themen des Glaubens allgemein bearbeitet. Das Ensemble um Wolfram Behmenburg, dem Autor der Texte, wurde 1990 in Köln gegründet und hat bisher elf abendfüllende Programme erarbeitet und in über 800 Vorstellungen aufgeführt.
Die Programmformate orientieren sich an klassischen Kabarett-Vorbildern (Abfolge von Sketchen, Liedern, Parodien), die durch weitere Elemente ergänzt werden, wie Rap-Gesang, Marionettentheater, Slapstick oder Materialtheater. Gelegentlich wird mit ungewohnten Kombinationen von Genres experimentiert, wie z. B. der Kombination von Comedy und Predigt oder Kabarett und Bibelarbeit. Die Auftritte sind mitgeprägt durch Kölner Lokalkolorit (Mundart, Karneval).
Die Auftrittsorte liegen schwerpunktmäßig im Großraum Köln und im Rhein-Ruhrgebiet. Es gab Beteiligungen an mehreren evangelischen und katholischen Kirchentagen. Im Zeitraum 1997 bis 2011 wurde die Prot’s Sitzung, eine alternative protestantische Karnevalssitzung in Köln, mit initiiert und der Hauptteil der Bühnenprogramme beigesteuert.
Zum Reformationsjubiläumsjahr 2017 und begleitend zu seinem Programm „Djihad in Wittenberg, Martin Luther sein Kampf“ regte der Klüngelbeutel mit seinem Blog „Luther und die Burka-Frau“ die interreligiöse Diskussion zu den Themen „Islam in Deutschland“ und „Reformationsjubiläum“ an.
Im Jahr 2008 wurde der Klüngelbeutel als erstes Ensemble mit dem ersten deutschen Kirchenkabarett-Preis ausgezeichnet, der „Honnefer Zündkerze“ (Preisverleihung durch das Katholisch-Soziale Institut Bad Honnef).

## Ensemble
Das Ensemble besteht 2017 aus folgenden Mitgliedern:
- Wolfram Behmenburg, Jahrgang 1954, Pfarrer in Köln-Weiden, mit Ulrike Behmenburg verheiratet. Gründete 1990 den Klüngelbeutel. Autor der Texte.
- Ulrike Behmenburg, Jahrgang 1957, Sozialpädagogin in der Bildungsarbeit mit internationalen Studierenden. Gründungsmitglied.
- Joschi Vogel, Jahrgang 1960. Schauspieler und Regisseur (u. a. für die Stunksitzung in Köln). Inszeniert seit der Vorbereitung für die Prot's Sitzung 2001 die Programme.
- Walter Kunz, Jahrgang 1957, Pfarrer in Köln-Porz-Wahnheide. Seit 1994 Mitglied. Keyboarder.
- Doris Kunz, Jahrgang 1959. Lehrerin und Fachseminar-Leiterin Sport, mit Walter Kunz verheiratet. Als Stagehand und Fahrerin seit 2013 Mitglied.

Wolfram Behmenburg stellte 1989 das erste Ensemble zusammen. Weitere Gründungsmitglieder waren auf der Bühne seine Ehefrau Ulrike Behmenburg sowie als Bühnenbildnerin Wencke Wesemann (Jahrgang 1966, Theatermalerin bei den Bühnen der Stadt Köln), die zusätzlich auch Requisiten, Fotos, Playback-Töne und das Licht beisteuerte.
Auf der Bühne kam 1991 Friedrich Behmenburg, Jahrgang 1955, Pfarrer in Schüttorf und Ulrike Behmenburgs Bruder, fest mit dazu, ebenso wie 1992 seine Frau Jutta Behmenburg, Jahrgang 1964, Finanzbeamtin. Beide schieden Mai 2012 mit dem Auslaufen des damaligen Programms „Hütchenspieler“ aus.
Neben den Aufführungen der jeweils aktuellen vollständigen Hauptprogramme tritt der Klüngelbeutel zu speziellen Anlässen auch in kleinerer Besetzung auf, z. B. zu den Highlight-Programmen (mit Highlights aus dem Repertoire; in der Regel mit Ulrike und Wolfram Behmenburg und Walter Kunz, dem „kleinen Klüngelbeutel“) oder bei Kirchentagsauftritten.

## Programme
Elf Programme hat der Klüngelbeutel bisher erarbeitet und aufgeführt.
1. „Aus Gottes Villen“. Premiere September 1990 beim Kölner Stadtkirchentag.
2. „Vorsicht: Geist-Erfahrer!“ (1991). Ein Kabarett-Musikprogramm gemeinsam mit der Folkgruppe „King Louis“.
3. „Fauler Zauber“ (1993). Erstmals mit Rahmengeschichte für die Nummern, mit entsprechender Dramaturgie und stärkerer Einbeziehung des Bühnenbildes.
4. „Das Geräusch“ (1995). Detektiv-Geschichte über die Kirche und das Lachen.
5. „Der 2000. Geburtstag“ (1997). Mit Leonardo da Vincis „Abendmahl“.
6. „Abgetaucht / Klüngelbeutel goes Jona“ (2000). Bibelkabarett zum biblischen Jona-Buch, Gratwanderung zwischen Comedy und Predigt.
7. „Null Toleranz“ (2002). Wieder eher traditionelles Kabarett, zur Situation von Religion im neuen Jahrhundert.
8. „Opium fürs Volk“ (2006).
9. „Gott ist ein Hütchenspieler“ (2010).
10. „Vielen Dank, Joachim“ (2013). Kabarettistischer Lobgesang zum Abschied des Kölner Kardinals Meisner.
11. „Djihad in Wittenberg, Martin Luther sein Kampf“ (2015). Interreligiöses Kabarett zu Martin Luther, zum Reformationsjubiläum und zum Reformbedarf der Kirche in Zeiten der Auseinandersetzung mit dem Islam.[5][6][7][3][9][8]

Zusätzlich zu diesen abendfüllenden Programmen wurden anlassbezogen verschiedene kleinere Programme aus bestehenden Nummern zusammengestellt oder auch neu entwickelt. Dazu gehören die „Highlight“-Programme (z. B. „Szenen einer Ehe“). Der Klüngelbeutel ist wiederholt zu Kirchentagen eingeladen worden und ist dort mit Ausschnitten aus bestehenden Programmen oder mit speziellen, dem Anlass angepassten neuen Programmteilen aufgetreten, und zwar bei den evangelischen Kirchentagen 2007 in Köln, 2011 in Dresden und zu den katholischen Kirchentagen 2012 in Mannheim und 2014 in Regensburg. Auf den Kirchentagen in Dresden und Regensburg war er jeweils auf Einladung des Kirchentagspräsidiums mit dem von ihm neu konzipierten Format der kabarettistischen Bibelarbeit vertreten.
Weiterhin initiierte der Klüngelbeutel 1997 zusammen mit anderen aus der Kölner Szene die Prot’s Sitzung, eine alternative protestantische Karnevalssitzung in Köln. Von 1997 bis 2011 hat er den Hauptteil der Bühnenprogramme dieser Sitzungen beigesteuert (Sitzungen 1997, 1999, 2001, 2003, 2005, 2007, 2009 und 2011).

## Bücher
- Rheinische Karnevalstheologie. Autoren: Detlev Prößdorf / Harald Schroeter-Wittke (Hg.). PROT’s Sitzungen & jecke Predigten, unter Mitarbeit von Wolfram Behmenburg, Rheinbach 2002. ISBN 3-87062-512-0
- Krümel vom Tisch des Herrn, Kabarett zwischen Buchdeckeln. Autor: Wolfram Behmenburg. Illustrator: Wencke Wesemann. Lesebuch mit Sketchen und Satiren aus zehn Jahren Klüngelbeutel sowie Beigaben (Zeichnungen, Noten, Fotos, Geschichten). CMZ-Verlag, Rheinbach 2003. ISBN 978-3-87062-509-2

## Rezensionen
- General-Anzeiger, 31. März 2014, zu Auftritt des Klüngelbeutel in Emmauskirche Heisterbacherrott, „Kirchenkabarett Klüngelbeutel trat auf Einladung des Hospizdienstes auf“.
- Aachener Zeitung, 8. Mai 2016, Auftritt des Klüngelbeutel in Eschweiler, „Kirchenkabarett „Klüngelbeutel“: Salafisten, Jesus und der Teufel“.
- RP-ONLINE, 28. Juni 2017, Auftritt des Klüngelbeutel in Leichlingen, „Klüngelbeutel: Freches Kabarett über Kirche und Religion“.
- katholisch-soziales institut, zu Programm des Klüngelbeutel „Djihad in Wittenberg“.
- Evangelischer Kirchenkreis Bonn, zu Auftritt des Klüngelbeutel in Bonn-Holzlar, 24. Juni 2016, „Djihad in Wittenberg – Martin Luther sein Kampf“.
- Diakonie Michaelshoven e. V., Auftritt des Klüngelbeutel am 25. Mai 2012 in der Erzengel-Michael-Kirche in Michaelshoven, Highlight-Programm „Szenen einer Ehe – Highlights aus neun Programmen“.
- Evangelischer Kirchenkreis Aachen, 17. Mai 2015, zu Highlight-Programm des Klüngelbeutel in Würselen.
- Remscheider General-Anzeiger, 16. Oktober 2014, Auftritt des Klüngelbeutel, Programm „Szenen einer Ehe – Highlights aus neun Programmen“ in der Klosterkirche Remscheid.

## YouTube, Ausschnitte aus Auftritten
- Flasche leer. Am 4. November 2010 veröffentlicht, Aus dem Programm Opium fürs Volk – Kölner Kirchenkabarett Klüngelbeutel. Kirche in der Krise? Kirche nach der Krise? Kirche in der Kneipe?
- Klüngelbeutel – Ein deutscher Jeck. Kabarett Klüngelbeutel. Am 29. Februar 2016 veröffentlicht. Ein deutscher Jeck. Die Luther-Geschichte als Materialtheater. Ein Auszug aus dem Kabarettprogramm: „Djihad in Wittenberg-Martin Luther sein Kampf“, des Kirchenkabarett Klüngelbeutel. Aufnahme vom 19. Februar 2016 in der Martin-Luther-Kirche-Wahnheide.
- 11 Tage Karneval – Prots Sitzung 2011. Am 27. März 2011 veröffentlicht. Protestantischer Karneval in Köln 2011 – Gruppe Dünnpfiff mit Klüngelbeutel. 11 Tage Durchhalten im Karneval – Ein Rückblick und Ermutigung.
- Haupt – Sachen. Am 24. November 2010 veröffentlicht. Kölner Kirchenkabarett Klüngelbeutel – Programm „Opium fürs Volk“ – Haupt-Sachen.

## Belege
1. ↑  Webseite Klüngelbeutel. Abgerufen am 20. September 2017.
2. ↑  Webseite Kirchenkabarett-Info. Archiviert vom Original am 14. September 2017; abgerufen am 24. September 2017.
3. 1 2 3  Blog „Luther und die Burka-Frau – Klüngelbeutel-Blog zum Reformationsjubiläum 2017“. Archiviert vom Original am 24. September 2017; abgerufen am 27. September 2017.
4. ↑  Wolfram Behmenburg: Krümel vom Tisch des Herrn. CMZ-Verlag, Rheinbach 2003, ISBN 978-3-87062-509-2.
5. 1 2  Kirchenkabarett „Klüngelbeutel“ trat auf Einladung des Hospizdienstes auf. In: General-Anzeiger. 31. März 2014, abgerufen am 20. September 2017.
6. 1 2  Kirchenkabarett „Klüngelbeutel“: Salafisten, Jesus und der Teufel. In: Aachener Zeitung. 8. Mai 2016, abgerufen am 20. September 2017.
7. 1 2  Leichlingen: 'Klüngelbeutel': Freches Kabarett über Kirche und Religion. In: RP-ONLINE. 28. Juni 2017, abgerufen am 20. September 2017.
8. 1 2  katholisch-soziales institut, zu Programm des Klüngelbeutel „Djihad in Wittenberg“. Archiviert vom Original (nicht mehr online verfügbar) am 24. September 2017; abgerufen am 20. September 2017.  Info: Der Archivlink wurde automatisch eingesetzt und noch nicht geprüft. Bitte prüfe Original- und Archivlink gemäß Anleitung und entferne dann diesen Hinweis.
9. 1 2  Evangelischer Kirchenkreis Bonn, zu Auftritt des Klüngelbeutel in Bonn-Holzlar. 24. Juni 2016, abgerufen am 20. September 2017.
10. ↑  Das Ensemble. In: kluengelbeutel.de. Abgerufen am 20. September 2017.
11. 1 2  Diakonie Michaelshoven e. V., Auftritt des KLÜNGELBEUTEL am 25. Mai 2012 in der Erzengel-Michael-Kirche in Michaelshoven, Highlight-Programm „Szenen einer Ehe – Highlights aus neun Programmen“. Archiviert vom Original (nicht mehr online verfügbar) am 24. September 2017; abgerufen am 20. September 2017.  Info: Der Archivlink wurde automatisch eingesetzt und noch nicht geprüft. Bitte prüfe Original- und Archivlink gemäß Anleitung und entferne dann diesen Hinweis.
12. 1 2  Evangelischer Kirchenkreis Aachen, 17. Mai 2015, zu Highlight-Programm des KLÜNGELBEUTEL in Würselen. Archiviert vom Original (nicht mehr online verfügbar) am 24. September 2017; abgerufen am 20. September 2017.  Info: Der Archivlink wurde automatisch eingesetzt und noch nicht geprüft. Bitte prüfe Original- und Archivlink gemäß Anleitung und entferne dann diesen Hinweis.
13. 1 2  Remscheider General-Anzeiger, 16. Oktober 2014, Auftritt des KLÜNGELBEUTEL, Programm „Szenen einer Ehe – Highlights aus neun Programmen“ in der Klosterkirche Remscheid. Abgerufen am 20. September 2017.
14. ↑  Webseite Klüngelbeutel, zur Programm-Übersicht. Abgerufen am 27. September 2014.
15. ↑  Webseite Klüngelbeutel zum Programm „Kirchentag 2007“. Abgerufen am 20. September 2017.
16. 1 2  Webseite Klüngelbeutel zum Programm „Kabarettistische Bibelarbeit“, Kirchentag 2011. Abgerufen am 20. September 2017.
17. ↑  Webseite Klüngelbeutel zum Programm „Prot's Sitzung“. Abgerufen am 20. September 2017.